# 唐太后
唐太后（?—?），战国时期秦国太后，秦昭襄王之妾，秦孝文王之母。

## 生平
唐太后是是秦昭襄王的妾室，嫔妃等级是八子，又称唐八子。她为秦昭襄王生下儿子安国君柱。前251年，安国君继位为秦孝文王，此时唐八子已死，秦孝文王追尊生母为太后，将其与秦昭襄王合葬于芷阳（今陕西省西安市长安区东）。